# André Paus
André Paus (Weerselo, 9 oktober 1965) is een Nederlands voetbaltrainer en voormalig voetballer die doorgaans als verdediger speelde. Hij kwam het grootste gedeelte van zijn carrière uit voor FC Twente. Na enkele jaren in de Japanse J-League te hebben gespeeld, sloot hij zijn carrière af bij Heracles Almelo. Daarna werd hij trainer.

## Carrière als speler
Paus speelde in zijn jeugd voor de amateurclub UD uit zijn geboorteplaats Weerselo. Op zijn zestiende stapte hij over naar FC Twente, waar hij in het tweede elftal terechtkwam. Op 21 augustus 1985 maakte hij zijn debuut in het eerste in een thuiswedstrijd tegen Excelsior. Paus speelde negen seizoenen voor de ploeg uit Enschede, waarin hij samen met Fred Rutten het centrale verdedigersduo vormde. Hij kwam uit in 216 competitiewedstrijden en scoorde daarin acht doelpunten. Hij scoorde tevens in twee Europa Cup wedstrijden, in 1989 tegen Club Brugge en in 1990 tegen Bayer Leverkusen. In januari 1994 verkaste Paus voor 1,1 miljoen gulden naar het Japanse Júbilo Iwata, waar de Nederlander Hans Ooft op dat moment de trainer was. Na twee jaar voor deze club te zijn uitgekomen, speelde de Tukker nog een jaar voor Fujitsu in de Japan Football League (JFL). In januari 1997 keerde hij terug naar Nederland, waar hij een contract had getekend bij Heracles Almelo. In twee seizoenen bij Heracles Almelo kwam Paus door een blessure aan zijn knie nauwelijks tot spelen, waarna hij besloot te stoppen. 
Paus was Nederlands jeugdinternational en maakte deel uit van de selectie op het Europees kampioenschap voetbal onder 21 - 1988.

## Carrière als trainer
Paus keerde na zijn profcarrière terug naar Weerselo, om trainer te worden van zijn jeugdclub UD. Hij was vervolgens trainer/speler bij de Duitse amateurclub VfB Alstätte en trainer bij STEVO uit Geesteren en De Tubanters uit Enschede. Vanaf 2006 trainde hij hoofdklasser WKE uit Emmen. Met deze ploeg werd hij in 2007 en 2009 kampioen van de zondag hoofdklasse. Ook werd de algehele landstitel bij de amateurs in 2009 binnengehaald. Vanaf seizoen 2009/10 zal Paus de trainer zijn van Spakenburg waar hij zijn laatste seizoen afsloot met het kampioenschap is en gaat vertrekken naar FC Lienden. In juni 2013 stelde Vitesse Paus aan als coach bij Jong Vitesse. In zijn half jaar dat hij werkzaam was bij Jong Vitesse heeft hij een bijdrage geleverd in het kampioenschap van Jong Vitesse in dat seizoen. 
Op 24 januari 2014 vertrok Paus naar Malta om daar hoofdtrainer te worden van Valletta FC, waar de voormalige technisch directeur van Vitesse, Ted van Leeuwen was aangesteld als technisch adviseur. Paus won met Valletta FC dat jaar zowel het landskampioenschap als de Maltese voetbalbeker.
In mei 2014 volgde Paus Van Leeuwen naar Anorthosis Famagusta, waar hij een contract voor twee seizoenen ondertekende. In februari 2016 stond de club derde en kreeg Paus zijn ontslag. Sinds november 2016 was Paus werkzaam als scout voor FC Twente. Op 31 maart 2017 vertrok Paus per direct naar Griekenland om daar hoofdtrainer te worden van AE Larissa 1964. Op 12 september 2017 werd hij daar ontslagen na nederlagen tegen Olympiakos en AEK Athene. In november 2017 ging hij het Cypriotische Enosis Neon Paralimni trainen. Het seizoen werd afgesloten met een kampioenschap. In november 2018 werd Paus daar ontslagen. In 2019 was hij ad-interim-trainer van Quick '20. In september 2019 werd hij trainer van Birkirkara op Malta. Nadat Paus en de club al bekend gemaakt hadden na het seizoen 2021/22 uit elkaar te gaan, werd hij op 20 april al vervangen. Birkirkara F.C. stond op dat moment derde en greep met nog drie wedstrijden te gaan naast Europees voetbal door vijfde te eindigen.